# Spoorlijn Bourg-la-Reine - Robinson
De spoorlijn Bourg-la-Reine - Robinson is een Franse spoorlijn van Bourg-la-Reine naar Sceaux. De lijn is 3,9 km lang en heeft als lijnnummer 551 000.

## Geschiedenis
De lijn werd geopend door de Compagnie du Chemin de fer de Paris à Sceaux als onderdeel van de Ligne de Sceaux. Tot 1893 had de lijn een spoorbreedte van 1750 mm en een ander en bochtiger tracé. Dit laatste was om het Arnoux systeem in praktijk te brengen waarmee krappe boogstralen bereden konden worden.
Vanaf 1857 werd de lijn geëxploiteerd door de Compagnie du chemin de fer de Paris à Orléans, die in 1893 een nieuw tracé opende op normaalspoor en de oude lijn opbrak. Sinds 1979 maakt de lijn deel uit van de RER B.

### Réseau express régional
Op het traject rijdt het Réseau express régional de volgende routes:
| Serie | Treinsoort        | Route | Bijzonderheden |
| ----- | ----------------- | --- | -------------- |
| RER B | RER (SNCF / RATP) | [ Aéroport Charles de Gaulle 2 TGV – ] / [ Mitry - Claye – ] Paris-Nord – Bourg-la-Reine – [ Robinson ] / [ Antony – Palaiseau – Saint-Rémy-lès-Chevreuse ] |                |

## Aansluitingen
In de volgende plaatsen is er een aansluiting op de volgende spoorlijn:
Bourg-la-Reine
RFN 552 000, spoorlijn tussen Paris-Luxembourg en Limours

## Elektrische tractie
De lijn werd in 1937 geëlektrificeerd met een gelijkspanning van 1500 volt.